# Yunan (Film)
Yunan ist ein Spielfilm des syrischen Filmemachers Ameer Fakher Eldin aus dem Jahr 2025. Nach seinem preisgekrönten Film Al Garib (The Stranger) von 2021 ist dieser Film der zweite Teil seiner geplanten Homeland-Trilogie. Der dritte Teil ist bereits in der Entwicklung.

## Handlung
Der bekannte syrische Autor Munir ist nach Deutschland geflüchtet. Nach seiner Asylbewilligung kann er nicht mehr in seine Heimat zurückkehren. Dies stürzt den jungen Mann in eine existenzielle Krise. Daraufhin beschließt er, Suizid zu begehen. Für seinen Plan sucht er sich eine abgelegene Hallig in der Nordsee aus. Als er diese erreicht, inspiriert ihn die ältere und geheimnisvolle Valeska dazu, dem Leben eine zweite Chance zu geben. Mit kleinen Akten der Freundlichkeit erwacht Munirs Lebenswille wieder.

## Veröffentlichung
Yunan wurde am 19. Februar 2025 im Rahmen der 75. Berlinale uraufgeführt. Dort wurde das Werk als einziger arabischer Beitrag in den Hauptwettbewerb um den Goldenen Bären eingeladen.